# Tratado do Timor Gap
Tratado do Timor Gap, formalmente conhecido como Tratado entre a Austrália e a República da Indonésia sobre a zona de cooperação em uma área entre a província indonésia de Timor-Leste e o norte da Austrália, foi um tratado bilateral entre os governos da Austrália e da Indonésia, que previa a exploração conjunta de recursos de petróleo e hidrocarbonetos em uma parte do leito do Mar de Timor.  O tratado foi assinado em 11 de dezembro de 1989 e entrou em vigor em 9 de fevereiro de 1991.  Os signatários do tratado foram o ministro de Relações Exteriores da Austrália, Gareth Evans, e o ministro de Relações Exteriores da Indonésia, Ali Alatas. 
O tratado tem sido o centro de muita controvérsia, uma vez que foi assinado durante um período de incerteza política em Timor-Leste.  Em 1991, Portugal contestou a validade do tratado no Tribunal Internacional de Justiça, mas nenhum caso pôde ser apresentado devido à falta de jurisdição do Tribunal.  As Nações Unidas substituíram a Indonésia como partido do tratado em 2000, depois que Timor-Leste conquistou a independência.   Em 2002, o Tratado do Timor Gap foi substituído pelo Tratado do Mar de Timor entre o Governo de Timor-Leste e o Governo da Austrália.